# ガブリエル・ド・クリュー
ガブリエル=マチウ・フランソワ・デルシニー・ド・クリュー（フランス語: Gabriel-Mathieu François d'Erchigny de Clieu、1687年ディエップ - 1774年11月29日パリ）はフランスの海軍将校、グアドループ総督（1737年 - 1753年）、グアドループ最大の町ポワンタピートルの設立者。セーヌ＝マリティーム県ディエップ出身。サン・ルイ勲章グランクロワ叙勲者。
1720年代に西半球のフランス植民地におけるコーヒー栽培を発案し、栽培に尽力したことで知られている。

## 経歴
フランス海軍に入り、スペイン継承戦争に従軍した。15年後の1702年にはル・アーヴルで海軍士官候補生となり、翌年ロシュフォールに移り1705年まで士官教育を受け、少尉となった。1718年には、サン・ルイ勲章シュヴァリエを受勲している。
1720年海兵隊大尉となり、1723年ナントからマルティニークへ赴任した。1725年にはマリー・ガラント島の幕僚となり、1737年から1753年までグアドループ総督を務めている。その間の1746年には大佐にまで昇進、1750年にはサン・ルイ勲章コマンドゥールを受勲している。1752年8月12日グアドループを離れ（総督はLafondが代行）、1753年9月1日、ル・アーヴルへ転任。1756年にはポール＝ルイで指揮官を務めた。1759年のイギリス海軍によるル・アーヴル襲撃では、浮き砲台を指揮して防衛に当たり、功績を残している。1774年サン・ルイ勲章グランクロワを受勲、11月29日パリにて没。

## マルティニークへのコーヒー移入
ド・クリューのマルティニークへのコーヒー導入の物語は、『文芸年誌』Année littéraireの編集者に宛てた1774年の彼の手紙によって知られるものである。駐屯地マルティニークからの一時帰国中、パリ植物園のコーヒーノキの苗木（元は1710年代にホラントから輸入した木の子孫）をマルティニークで栽培することを目論み、密かに持ち出して船中で育て、1720年にマルティニークに持ち帰った。この木が現在南米で多く栽培されているコーヒーノキの原点とされている 。クリューの記述によると、水は航海で配給されたものであり、その一部を苗木に与えたとしている。この物語はコーヒー史において必ず登場する有名な話であるが、近年の歴史学はクリューが苗木を購入しマルティニークに導入したのは事実であり、もしかしたら本当に配給の水を分け与えていたのかもしれないが、コーヒーノキはそれ以前から既に西半球に存在したことを指摘している。すなわち1715年にはフランス領サン＝ドマング、1718年にはオランダ領スリナムにはコーヒーが導入されていたのである。

## 資料館
ド・クリューの出身地ディエップに在住する子孫はド・クリューの業績を記念する資料館で働いている。

## 脚註
1. 1 2  Auguste Lacour (1855). Histoire de la Guadeloupe:1635 à 1789. 1. グアドループ バステール. p. 243-251
2. ↑  Guibert, loc.cit.
3. ↑  Michel Claude Guibert, Mémoires pour servir à l'histoire de la ville de Dieppe, Dieppe, 1878 full text at Google Books, p. 388; William Harrison Ukers, All about coffee, 1922. full text at Google Books, p. 8, referencing Michaud's Biographie Universelle, gives the more specific Angléqueville-sur-Saane, Seine-Inférieure (modern Seine-Maritime), perhaps Anglesqueville-la-Bras-Long or Anglesqueville-l'Esneval, both near the valley of the Saâne
4. 1 2 3 4  Alexandre Mazas (1860). Histoire de l'ordre royal et Militaire de Saint-Louis depuis son institution en 1693 jusqu'en 1830. 2. パリ: Firmin Didot frères, fils et Cie. p. 123
5. ↑  fr:Louis du Bois. “Notice sur le chevalier de Clieu, et bibliographie du café”. 2016年4月23日閲覧。
6. ↑  Lacour, p. 235f. Lacour quotes dispatches mentioning de Clieu's "soins...pour la culture du café et pour sa distribution dans la colonie", but not its introduction.
7. ↑  Henri Welter, Essai sur l'histoire du café, Paris, 1868 full text at Google Books, p. 20.
8. ↑  Antony Wild, Coffee: A Dark History, ISBN 0-393-06071-3, p. 124.
9. ↑  文献の中にはオランダの苗木はスリナム原産であるとしているものも存在する: Jean Benoît Désiré Cochet, Galerie dieppoise: notices biographiques sur les hommes célèbres ou utiles, 1862, p. 178. full text at Google Books
10. ↑  [9-Stewart Lee Allen, The Devil's Cup, New York: Ballantine, 1999, 158.]